# 生体染色
生体染色（せいたいせんしょく、vital stain）の一般的な意味は生きた、生きた細胞を殺すことなく染色することである。生体染色は、様々な医療専門分野において、診断や手術の技術に有益である。
超生体染色では、生体から生きた細胞が取り除かれているのに対し、生体内染色では、染色液を注射やその他の方法で体内に導入する。生体染色という用語は、著者により超生体染色あるいは生体内染色と同じ意味で使用される。より厳密な意味では、生体染色という用語は、超生体染色とは対照的な意味を持つ。超生体染色では生きた細胞が染色液を取り込むが、「生体染色」（この用語の最も一般的な、しかし明らかに逆説的な意味）、生きた細胞は染色液を排除する、すなわち染色されず、死んだ細胞だけが染色される。生きた細胞膜を通過しない、非常にかさばる、あるいは帯電性の高い染色は生体染色として使用され、超生体染色は小さいか、生きた細胞に積極的に取り込まれる染色液が使用される。超生体染色および生体内染色の性質は染色液に依存するため、超生体染色液と生体色素を洗練された方法で組み合わせることで、細胞を明確なサブセット（生存、死滅、瀕死など）に分類することもできる。

## 一般的な生体染色の一覧
- エオシン色素排除[2][3]
- ヨウ化プロピジウム：壊死細胞、アポトーシス細胞、正常細胞を区別できるDNA染色液[4]。
- トリパンブルー：生体細胞排除色素
- 塩化トリフェニルテトラゾリウム
- 着色料赤色3号であるエリスロシン：排除色素として使用可能
- 7-アミノアクチノマイシンD：造血幹細胞の生存率のフローサイトメトリー研究などに使用される
- その他の生体染色
  - ヤヌスグリーンBは、組織学で使用される塩基性色素であり、生体染色液である。

## 関連記事
- 細胞診断
- 組織学
- 染色 (生物学)
- 細胞生存アッセイ